# В Країні Сонячних Зайчиків (трилогія)
«В Краї́ні Со́нячних За́йчиків» — трилогія повістей-казок відомого українського письменника Всеволода Нестайка. Перша повість автора «В Країні Сонячних Зайчиків» автора, яка вийшла 1959 році у видавництві «Веселка». Видавництво «Довіра» вперше випустила, як трилогію у 1994 році. 

## Історія створення
Повість-казка “В Країні Сонячних Зайчиків”, що вийшла у світ в 1959 році, була однією з перших книжок Всеволода Нестайка.

## Сюжет
Сюжет трилогії розгортається навколо сонячних зайчиків та їх боротьби з Паном Мороком.

## Персонажі
- Пан Морок